# ولاية أنديجان

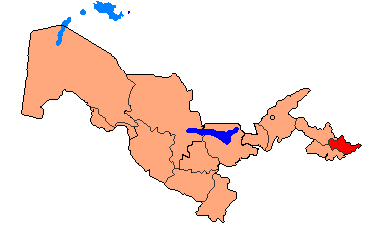
مقاطعة أنديجان

ولاية أنديجان هي ولاية في أوزبكستان تبلغ مساحتها 4,200 كيلومتر مربع وعدد سكانها 1,899,500 نسمة (2005). ومدينة أنديجان هي مركز الولاية.